# 寺島 (長崎県西海市)
寺島（てらしま）は長崎県西海市にある島である。

## 概要
寺島は長崎県・西彼杵（にしそのぎ）半島と西彼大島の間にある島。半島から橋伝いに寺島、大島、蛎浦島、崎戸島、御床島と続く。